# محلل (داستان کوتاه)
«مُحَلِّل» داستان کوتاهی از صادق هدایت است که آن را در سال ۱۳۱۱ در مجموعه داستان کوتاه سه قطره خون انتشار داد. در این داستان آشنایی تصادفی مردی با محلل همسر سابقش روایت می‌شود. این دو مرد کهنسال پس از شرح زندگی خود، یکدیگر و آشنایی قدیمی خود را به یاد می‌آورند.
این داستان پیش از این در ۲۶ تیر ۱۳۱۰ با عنوان «درد دل میرزا یدالله» در شمارهٔ ۲۸ نشریهٔ افسانه چاپ شده بود.